# Albert Axelrod
Albert Axelrod –conocido como Albie Axelrod– (El Bronx, 12 de febrero de 1921-El Bronx, 24 de febrero de 2004) fue un deportista estadounidense que compitió en esgrima, especialista en la modalidad de florete. Participó en cinco Juegos Olímpicos de Verano entre los años 1952 y 1968, obteniendo una medalla de bronce en Roma 1960 en la prueba individual.

## Palmarés internacional
| Juegos Olímpicos | Juegos Olímpicos | Juegos Olímpicos  | Juegos Olímpicos   |
| Año              | Lugar            | Medalla           | Prueba             |
| ---------------- | ---------------- | ----------------- | ------------------ |
| 1960             | Roma (Italia)    | Medalla de bronce | Florete individual |